# کوکا آگ

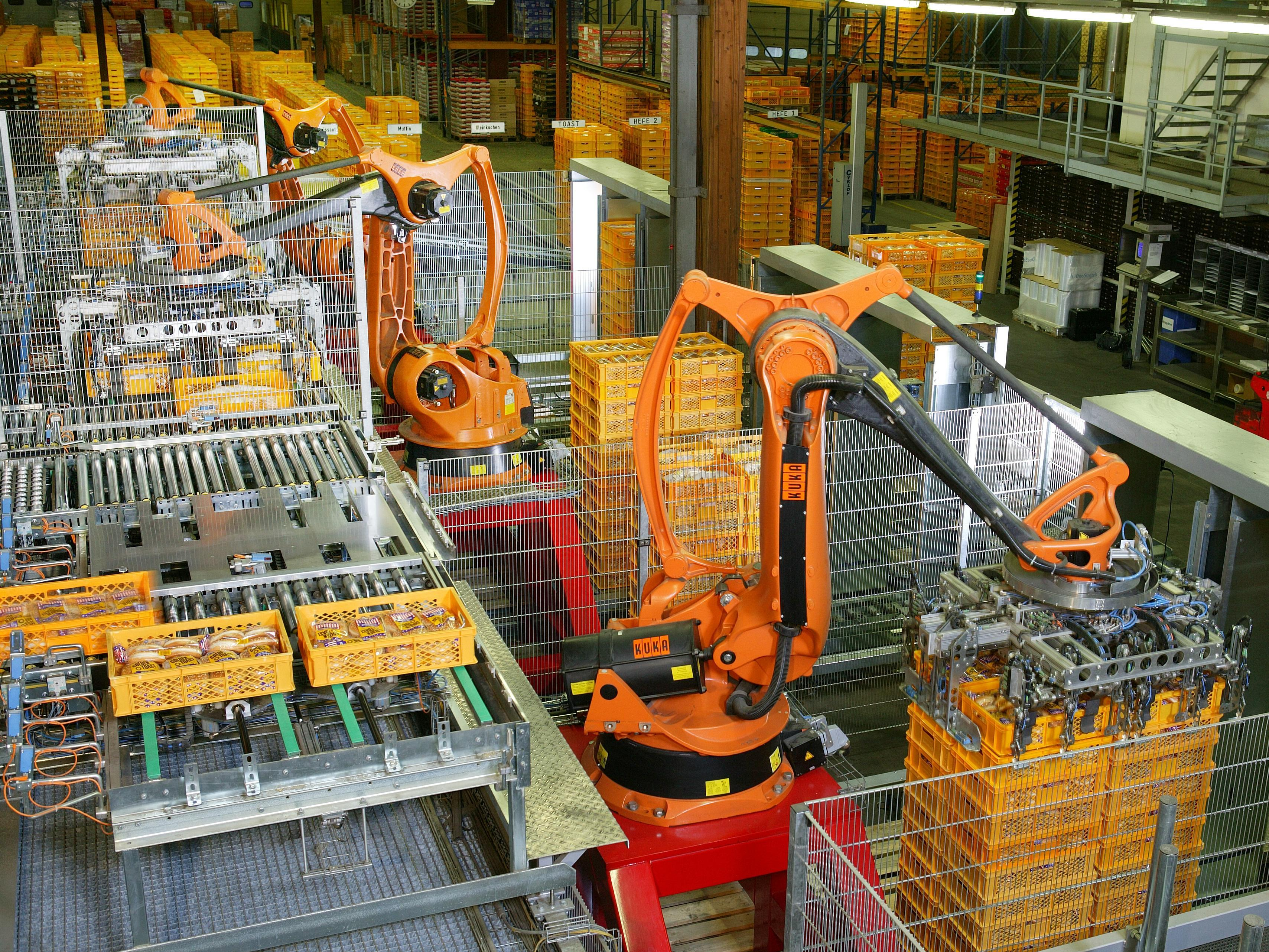
ربات صنعتی شرکت کوکا در صنایع غذایی

کوکا آگ (به آلمانی: KUKA AG) یک شرکت آلمانی در حوزه ربات‌های صنعتی و راهکارهای خودکارسازی کارخانه است. این شرکت از سال ۲۰۱۶ متعلق به شرکت چینی میدیا است.
شرکت رباتیک KUKA دارای ۲۵ شرکت تابعه در سراسر جهان است که بیشتر شرکت‌های تابعه فروش و خدمات است، که در کشورهایی مانند ایالات متحده، استرالیا، کانادا، مکزیک، برزیل، چین، ژاپن، کره جنوبی، تایوان، هند، روسیه و بیشتر کشورهای اروپایی قرار دارند. نام شرکت، KUKA، سرنام گرفته شده از Keller und Knappich Augsburg است.
KUKA Systems GmbH، بخشی از شرکت KUKA است، که یک تأمین کننده بین‌المللی خدمات مهندسی و راه‌حل‌های تولید خودکار انعطاف‌پذیر با حدود ۳۹۰۰ کارمند در دوازده کشور در سراسر جهان است. کارخانه‌ها و تجهیزات KUKA Systems توسط تولیدکنندگان مختلف خودرو مانند BMW، جنرال موتورز، کرایسلر، فورد، ولوو، فولکس واگن، دایملر آگ، و همچنین تولیدکنندگان دیگر بخش‌های صنعتی مانند ایرباس، آستریوم، زیمنس و دیگران مورد استفاده قرار می‌گیرد. این مجموعه شامل محصولات و خدمات برای اتوماسیون کار در پردازش صنعتی مواد فلزی و غیر فلزی برای صنایع مختلف از جمله خودرو، انرژی، هوافضا، خودروهای ریلی و ماشین‌آلات کشاورزی است.